# アドルフォ・バロンチェーリ
アドルフォ・バロンチェーリ（Adolfo Baloncieri, 1897年7月27日 - 1986年7月23日）は、イタリア王国・アレッサンドリア出身のサッカー選手、サッカー指導者。元イタリア代表。ポジションはミッドフィールダー、フォワード。

## 経歴

### クラブ
1897年、イタリア・アレッサンドリアの小村カステルチェリオーロに生まれた。幼少期の12年間をアルゼンチンのロサリオで過ごし、そこでサッカーを覚えた。1913年にイタリアに戻りアレッサンドリアに加入をすると、第一次世界大戦に銃兵として従軍した期間を挟んで1925年まで在籍した。続いて7万リラの移籍金で加入したトリノではフリオ・リボナッティ、ジーノ・ロッセッティと共に「驚異の三人組（Il trio delle meraviglie）」と呼ばれる前線を形成し、1926-27シーズンと翌1927-28シーズンのリーグタイトルを獲得した（前者のトリノの優勝はのちにアッレマンディ事件で取り消しとなった）。

### 代表
イタリア代表として1920年アントワープ大会、1924年パリ大会、1928年アムステルダム大会と三度のオリンピックに参戦。キャプテンとして臨んだ1928年大会では銅メダルを獲得した。代表では通算で47試合に出場し25得点を挙げたが、これはアレッサンドロ・アルトベッリ、フィリッポ・インザーギと並ぶ歴代6位タイの得点記録となっている。

## タイトル

### 選手
トリノ
- ディヴィジオーネ・ナツィオナーレ：1927-28（英語版）

イタリア代表
- 中央ヨーロッパ・インターナショナル・カップ（英語版）：1927-30（英語版）
- オリンピック銅メダル：1928

### 監督
リグーリア
- セリエB：1940-41

キアッソ
- ナショナル・リーグB：1961-62